# Pierre Braunberger
Pierre Braunberger (* 29. Juni 1905 in Paris; † 16. November 1990 in Aubervilliers) war ein französischer Filmproduzent.

## Leben
1922 trat er in die Filmindustrie ein und produzierte zwei Jahre später zwei Stummfilme. In den frühen 1920er Jahren sammelte er Filmerfahrung in Deutschland, in England und in den Vereinigten Staaten. Zwischen 1926 und 1930 gründete er einige Produktionsfirmen, darunter Pierre Braunberger Productions. 1929 gründete er Société du Cinéma du Panthéon. 1945 gründete er Panthéon Productions.
Braunberger war Jury-Vorsitzender der Internationalen Filmfestspiele Berlin 1966.
1964 heiratete die Schauspielerin Gisèle Hauchecorne, mit der er zwei Söhne hat.
1980 wurde ihm der Ehrenpreis des nationalen französischen Filmpreises César verliehen.

## Filmografie (Auswahl)
- 1926: Nana (Auftritt und Verleih)
- 1928: Der Drückeberger (Tire au flanc)
- 1929: Ein andalusischer Hund (Un chien andalou)
- 1930: L’Homme qui assassina
- 1930: La Route est belle
- 1930: La Ballade du canard (Kurzfilm)
- 1930: La Femme d’une nuit
- 1930: El amor solfeando
- 1931: Die Hündin (La Chienne)
- 1932: L’Amour à l’Américaine
- 1933: Tire au flanc
- 1934: Heimatlos (Sans famille)
- 1936: Eine Landpartie (Partie de campagne) (Kurzfilm)
- 1937: Gebrandmarkt (Forfaiture)
- 1947: Paris 1900 (Kompilationsfilm)
- 1948: Van Gogh (Kurzfilm)
- 1950: Toulouse-Lautrec (Kurzfilm)
- 1950: Histoire des pin-up girls (Kurzfilm)
- 1950: Guernica (Kurzfilm)
- 1950: Gauguin (Kurzfilm)
- 1950: Le Trésor des Pieds-Nickelés
- 1950: Le Tampon du capiston
- 1951: Station mondaine (Kurzfilm)
- 1951: Palais royal (Kurzfilm)
- 1951: Le Dictionnaire des pin-up girls (Kurzfilm)
- 1951: L’Art du haut-rhénan (Kurzfilm)
- 1951: Bertrand Löwenherz (Bertrand coeur de lion)
- 1951: Auf in den Kampf, Torero (La Course de taureaux) (Kurzfilm)
- 1952: Das Leben Jesu (La Vie de Jésus)
- 1952: En quête de Marie (Kurzfilm)
- 1952: Das Gelübde des Priesters (Jocelyn)
- 1952: Avec André Gide
- 1952: Le Crime du Bouif
- 1953: Chagall (Kurzfilm)
- 1953: Julietta
- 1954: Croissance de Paris (Kurzfilm)
- 1954: Ballade parisienne (Kurzfilm)
- 1955: Visages de Paris (Kurzfilm)
- 1955: Une lettre pour vous (Kurzfilm)
- 1955: New York ballade (Kurzfilm)
- 1955: Impressions de New York  (Kurzfilm)
- 1956: Alles Gedächtnis der Welt (Toute la Mémoire du monde) (Kurzfilm)
- 1956: Les Abeilles (Kurzfilm)
- 1956: Le Grand sud (Kurzfilm)
- 1956: Le Coup du berger (Kurzfilm)
- 1956: Houston, Texas (Kurzfilm)
- 1958: Moi un noir
- 1958: L’Américain se détend (Kurzfilm)
- 1958: Elèves-maîtres (Kurzfilm)
- 1958: Ces gens de Paris (Kurzfilm)
- 1958: Bonjour, Monsieur La Bruyère (Kurzfilm)
- 1958: Au bon coin (Kurzfilm)
- 1959: Alle Jungen heißen Patrick (Charlotte et Véronique, ou Tous les garçons s’appellent Patrick) (Kurzfilm)
- 1959: Le Chant du styrène (Kurzfilm)
- 1960: L’Amour existe (Kurzfilm)
- 1960: Die Katze läßt das Mausen nicht (L’Eau à la bouche)
- 1960: L’Amérique insolite
- 1960: Schießen Sie auf den Pianisten (Tirez sur le Pianiste)
- 1960: Charlotte und ihr Typ (Charlotte et son Jules) (Kurzfilm)
- 1961: Eine Geschichte des Wassers (Une histoire d’eau) (Kurzfilm)
- 1962: La Dénonciation
- 1962: Die Geschichte der Nana S. (Vivre Sa Vie)
- 1963: Delphica (Kurzfilm)
- 1963: Muriel oder Die Zeit der Wiederkehr (Muriel ou Le temps d’un retour)
- 1964: La Femme spectacle
- 1964: La Fleur de l’Âge, ou Les Adolescentes
- 1964: De l’Amour
- 1965: L’Affaire de poissons
- 1965: Le Bestiaire d’amour
- 1966: Lumière
- 1966: General Fiaskone (Martin soldat)
- 1967: Le Crime de la Rue de Chantilly (TV)
- 1968: Astragal (L’Astragale)
- 1969: Erotissimo
- 1969: Libre de ne pas l’Être (Kurzfilm)
- 1969: Le Droit d’Asile
- 1969: Cinéma-cinéma (Kurzfilm)
- 1970: Trois Hommes sur un cheval
- 1970: Les Voisins n’aiment pas la Musique (Kurzfilm)
- 1970: En attendant l’Auto… (Kurzfilm)
- 1970: Chambres de bonne (Kurzfilm)
- 1970: La Fin des Pyrénées
- 1971: Le Laboratoire de l’Angoisse (Kurzfilm)
- 1971: Was würden Sie an meiner Stelle tun? (Êtes-vous fiancée à un marin grec ou à un pilote de ligne?)
- 1971: To Catch a Spy
- 1971: La Cavale
- 1972: On n’arrête pas le Printemps
- 1972: Je, tu, elles…
- 1973: Durch Paris mit Ach und Krach (Elle court, elle court la banlieue)
- 1974: Défense d’aimer
- 1974: Comment réussir… quand on est con et pleurnichard
- 1974: … Comme un pot de fraises!
- 1975: Die Entfesselten (L’Agression)
- 1975: Emilienne
- 1976: Schinken mit Ei (Attention les Yeux!)
- 1978: Le Risque de vivre
- 1979: L’Armoire
- 1979: Collections privées
- 1983: Kusa-meikyû
- 1986: Dionysos
- 1989: Aller à Dieppe sans voir la Mer (Kurzfilm)

## Publikation
Pierre Braunberger: producteur: cinemamemoire, Paris, Centre national de la cinématographie, 1987, ISBN 2-85850-421-0